# 眾神瀑布
眾神瀑布是冰島的瀑布，位於冰島東北區。瀑布位於斯乔尔万达河上，寬約30米，落差約12米。傳說當地居民於公元1000年信奉基督教後，把之前膜拜的神像通通丟入瀑布深淵，是當時一種對宗教信仰虔誠的表現，而瀑布也因此得名眾神瀑布。